# Fusconaia subrotunda
Fusconaia subrotunda е вид мида от семейство Unionidae.

## Разпространение
Видът е разпространен в САЩ (Арканзас, Вирджиния, Западна Вирджиния, Илинойс, Индиана, Кентъки, Охайо, Северна Каролина и Тенеси).